# Calospora arausiaca
Calospora arausiaca är en svampart som först beskrevs av Fabre, och fick sitt nu gällande namn av Pier Andrea Saccardo 1883. Calospora arausiaca ingår i släktet Calospora, ordningen Diaporthales, klassen Sordariomycetes, divisionen sporsäcksvampar och riket svampar.   Inga underarter finns listade i Catalogue of Life.